# Supertungvikt i grekisk-romersk stil i brottning vid olympiska sommarspelen 1988
Herrarnas brottningsturnering i grekisk-romersk stil i viktklassen supertungvikt vid olympiska sommarspelen 1988 avgjordes i Seongnam i Sangmu Gymnasium. 

## Medaljörer
| Klass         | Guld                              | Silver                      | Brons                     |
| Supertungvikt | Alexander Karelin · Sovjetunionen | Rangel Gerovski · Bulgarien | Tomas Johansson · Sverige |

## Resultat
- TO — Vinst genom fall
- SP — Vinst genom överlägsenhet, 12-14 poängs skillnad, förloraren med poäng
- SO — Vinst genom överlägsenhet, 12-14 poängs skillnad, förloraren utan poäng
- ST — Vinst genom teknisk överlägsenhet, 15 poäng skillnad
- PP — Vinst genom poäng, förloraren med tekniska poäng
- PO — Vinst genom poäng, förloraren utan tekniska poäng
- PA — Vinst genom att motståndaren skadas
- DQ — Vinst genom förverkande
- D2 — Båda brottarna diskvalificerade på grund av passivitet  (0-0 poäng)
- DNA — Dök inte upp
- L — Förluster
- ER — Elimineringsrunda
- CP — Klassificeringspoäng
- TP — Tekniska poäng

- PA — Vinst genom att motståndaren skadats

### Elimineringsrunda

#### Pool A
| L        |                           | CP       | TP       |                           | L        |          |
| Omgång 1 | Omgång 1                  | Omgång 1 | Omgång 1 | Omgång 1                  | Omgång 1 | Omgång 1 |
| -------- | ------------------------- | -------- | -------- | ------------------------- | -------- | -------- |
| 0        | Duane Koslowski (USA)     | 3-1 PP   | 5-3      | Alexander Neumüller (AUT) | 1        |          |
| 1        | Khodr Bechara (LIB)       | 0-4 TF   | 0:30     | Lubomír David (TCH)       | 0        |          |
| 0        | László Klauz (HUN)        | 3-0 P1   | 5:30     | Fritz Gerdsmeier (FRG)    | 1        |          |
| 0        | Aleksandr Karelin (URS)   | 3-0 P1   | 4:00     | Tomas Johansson (SWE)     | 1        |          |
| Omgång 2 |                           |          |          |                           |          |          |
| 0        | Duane Koslowski (USA)     | 4-0 TF   | 1:12     | Khodr Bechara (LIB)       | 2        |          |
| 1        | Alexander Neumüller (AUT) | 4-0 PA   | 3:44     | Lubomír David (TCH)       | 1        |          |
| 1        | László Klauz (HUN)        | 0-3 P1   | 4:43     | Aleksandr Karelin (URS)   | 0        |          |
| 2        | Fritz Gerdsmeier (FRG)    | 1-3 PP   | 1-2      | Tomas Johansson (SWE)     | 1        |          |
| Omgång 3 |                           |          |          |                           |          |          |
| 1        | Duane Koslowski (USA)     | 0-3 PO   | 0-2      | László Klauz (HUN)        | 1        |          |
| 2        | Alexander Neumüller (AUT) | 0-4 TF   | 4:10     | Aleksandr Karelin (URS)   | 0        |          |
| 1        | Tomas Johansson (SWE)     |          |          | Bye                       |          |          |
| 1        | Lubomír David (TCH)       |          |          | DNA                       |          |          |
| Omgång 4 |                           |          |          |                           |          |          |
| 1        | Tomas Johansson (SWE)     | 3-1 PP   | 2-1      | László Klauz (HUN)        | 2        |          |
| 2        | Duane Koslowski (USA)     | 0-4 ST   | 0-15     | Aleksandr Karelin (URS)   | 0        |          |

| Brottare                  | L | ER | CP |
| ------------------------- | - | -- | -- |
| Aleksandr Karelin (URS)   | 0 | -  | 14 |
| Tomas Johansson (SWE)     | 1 | -  | 6  |
| László Klauz (HUN)        | 2 | 4  | 7  |
| Duane Koslowski (USA)     | 2 | 4  | 7  |
| Alexander Neumüller (AUT) | 2 | 3  | 5  |
| Lubomír David (TCH)       | 1 | 2  | 4  |
| Fritz Gerdsmeier (FRG)    | 2 | 2  | 1  |
| Khodr Bechara (LIB)       | 2 | 2  | 0  |

#### Pool B
| L        |                         | CP       | TP       |                         | L        |          |
| Omgång 1 | Omgång 1                | Omgång 1 | Omgång 1 | Omgång 1                | Omgång 1 | Omgång 1 |
| -------- | ----------------------- | -------- | -------- | ----------------------- | -------- | -------- |
| 0        | Hassan El-Hadad (EGY)   | 4-0 TF   | 2:09     | Navind Ramsaran (MRI)   | 1        |          |
| 1        | Mohammed Farhan (IRQ)   | 0-3 P1   | 3:51     | Kazuya Deguchi (JPN)    | 0        |          |
| 0        | Rangel Gerovski (BUL)   | 3-0 P1   | 5:44     | Daniel Payne (CAN)      | 1        |          |
| 1        | Fabio Valguarnera (ITA) | 0-0 DQ   | 5:49     | Roman Wrocławski (POL)  | 1        |          |
| Omgång 2 |                         |          |          |                         |          |          |
| 0        | Hassan El-Hadad (EGY)   | 3-0 P1   | 4:16     | Mohammed Farhan (IRQ)   | 2        |          |
| 2        | Navind Ramsaran (MRI)   | 0-4 TF   | 0:48     | Kazuya Deguchi (JPN)    | 0        |          |
| 0        | Rangel Gerovski (BUL)   | 3-0 P1   | 5:27     | Fabio Valguarnera (ITA) | 2        |          |
| 2        | Daniel Payne (CAN)      | 0-4 TF   | 4:19     | Roman Wrocławski (POL)  | 1        |          |
| Omgång 3 |                         |          |          |                         |          |          |
| 0        | Hassan El-Hadad (EGY)   | 4-0 TF   | 2:14     | Kazuya Deguchi (JPN)    | 1        |          |
| 0        | Rangel Gerovski (BUL)   | 3-0 P1   | 4:23     | Roman Wrocławski (POL)  | 2        |          |
| Omgång 4 |                         |          |          |                         |          |          |
| 1        | Hassan El-Hadad (EGY)   | 0-3 PO   | 0-5      | Rangel Gerovski (BUL)   | 0        |          |
| 1        | Kazuya Deguchi (JPN)    |          |          | Bye                     |          |          |
| Omgång 5 |                         |          |          |                         |          |          |
| 2        | Kazuya Deguchi (JPN)    | 0-3.5 SO | 0-14     | Rangel Gerovski (BUL)   | 0        |          |
| 1        | Hassan El-Hadad (EGY)   |          |          | Bye                     |          |          |

| Brottare                | L | ER | CP   |
| ----------------------- | - | -- | ---- |
| Rangel Gerovski (BUL)   | 0 | -  | 15.5 |
| Hassan El-Hadad (EGY)   | 1 | -  | 11   |
| Kazuya Deguchi (JPN)    | 2 | 5  | 7    |
| Roman Wrocławski (POL)  | 2 | 3  | 4    |
| Daniel Payne (CAN)      | 2 | 2  | 0    |
| Fabio Valguarnera (ITA) | 2 | 2  | 0    |
| Mohammed Farhan (IRQ)   | 2 | 2  | 0    |
| Navind Ramsaran (MRI)   | 2 | 2  | 0    |

### Slutkamper
|                         | CP        | TP        |                        |           |
| 7:e plats               | 7:e plats | 7:e plats | 7:e plats              | 7:e plats |
| ----------------------- | --------- | --------- | ---------------------- | --------- |
| Duane Koslowski (USA)   | 0-4 DQ    |           | Roman Wrocławski (POL) |           |
| 5:e plats               |           |           |                        |           |
| László Klauz (HUN)      | 3.5-0 PS  | 5:00      | Kazuya Deguchi (JPN)   |           |
| Bronsmatch              |           |           |                        |           |
| Tomas Johansson (SWE)   | 3-0 P1    | 5:04      | Hassan El-Hadad (EGY)  |           |
| Final                   |           |           |                        |           |
| Aleksandr Karelin (URS) | 3-1 PP    | 5-3       | Rangel Gerovski (BUL)  |           |